# Клапиш, Седрик
Седрик Клапиш (фр. Cédric Klapisch; род. 4 сентября 1961 года, Нёйи-сюр-Сен) — французский режиссёр.

## Биография
Седрик Клапиш родился в Нёйи-сюр-Сен недалеко от Парижа в еврейской семье. Его отец — физик Эли Робер Клапиш (1932—2020), был научным директором ЦЕРНа, мать — психоаналитик Франсуаза Мейер (род. 1940); родители его матери были депортированы в Освенцим. Кинообразование режиссёр получил в Университете Париж III Новая Сорбонна и Университете Париж VIII. Ему дважды было отказано в поступлении в престижную французскую киношколу IDHEC (фр. Institut des hautes études cinématographiques), ныне La fémis. Позднее он поступил в киношколу Нью-Йоркского Университета, где и проучился с 1983 по 1985 год. В 80-х он начал снимать короткометражки (In transit, Ce qui me meut), а впоследствии стал сценаристом и режиссёром игрового кино. Помимо этого он был режиссёром документальных французских фильмов о природе.

## Личная жизнь
Женат на Лоле Дуайон, сын Эмиль (2007 г.р.).

## Фильмография
| Год         |     | Русское название                         | Оригинальное название                 | Роль                                                      |
| ----------- | --- | ---------------------------------------- | ------------------------------------- | --------------------------------------------------------- |
| 1986        | кор |                                          | In Transit                            | режиссёр, сценарист, актёр                                |
| 1989        | кор |                                          | Ce qui me meut                        | режиссёр, сценарист, актёр (в титрах не указан)           |
| 1992        | ф   | Совсем ничего                            | Riens du tout                         | режиссёр, сценарист, актёр (в титрах не указан)           |
| 1994        | ф   | Юная угроза                              | Le Péril jeune                        | режиссёр, сценарист, актёр                                |
| 1994 — 1994 | с   | 3000 сценариев против вируса (2 эпизода) | 3000 scénarios contre un virus        | режиссёр, сценарист                                       |
| 1995        | ф   | Люмьер и компания (эпизод)               | Lumière et compagnie                  | режиссёр                                                  |
| 1996        | ф   | Каждый ищет своего кота                  | Chacun cherche son chat               | режиссёр, сценарист, актёр (в титрах не указан)           |
| 1996        | ф   | Семейная атмосфера                       | Un air de famille                     | режиссёр, сценарист, актёр                                |
| 1998        | кор | Чистильщик сирени                        | Ramoneur des lilas, Le                | режиссёр, сценарист                                       |
| 1999        | ф   | Возможно                                 | Peut-être                             | режиссёр, сценарист, актёр                                |
| 1999        | ф   | Лила Лили                                | Lila Lili                             | актёр                                                     |
| 2000        | ф   | Принцессы                                | Princesses                            | продюсер                                                  |
| 2002        | ф   | Испанка                                  | L'Auberge espagnole                   | режиссёр, сценарист, актёр (в титрах не указан)           |
| 2002        | ф   | Ни за, ни против (а совсем наоборот)     | Ni pour ni contre (bien au contraire) | режиссёр, сценарист, актёр                                |
| 2005        | ф   | Красотки                                 | Les Poupées russes                    | режиссёр, сценарист, актёр (в титрах не указан)           |
| 2008        | ф   | Париж                                    | Paris                                 | режиссёр, сценарист, актёр (в титрах не указан), продюсер |
| 2011        | ф   | Моя часть пирога                         | Ma part du gâteau                     | режиссёр, сценарист, актёр (в титрах не указан)           |
| 2011        | ф   | Насильно                                 | De force                              | актёр                                                     |
| 2013        | ф   | Китайская головоломка                    | Casse-tête chinois                    | режиссёр, сценарист, актёр, продюсер                      |
| 2013        | кор |                                          | La Chose Sûre                         | режиссёр, сценарист                                       |

## Награды
В 1996 году на Берлинском кинофестивале Седрик получил приз ФИПРЕССИ (программа «Панорама») за фильм «Каждый ищет своего кота».

## Интересные факты
- Во многих фильмах Седрика снялся актёр  Зинедин Суалем[фр.].